# Jes Macallan
Jes Macallan (nacida el 9 de agosto de 1982) es una actriz estadounidense. Es conocida por sus papeles como Josslyn Carver y Ava Sharpe en Mistresses y Legends of Tomorrow, respectivamente.

## Primeros años
Macallan nació en Sarasota, Florida. Se graduó de la Universidad de la Florida con un título de Marketing Internacional. Comenzó una carrera de modelo a principios de la década de 2000 y luego se graduó de Maggie Flanigan Studio en la ciudad de Nueva York.

## Carrera
De 2011 a 2012, Macallan fue estrella invitada en muchas series de televisión como Femme Fatales, Shameless, Justified, The Protector, Grey's Anatomy y NCIS: Los Ángeles.
En 2012 obtuvo un papel principal en la serie de ABC, Mistresses. Macallan también tuvo el papel principal en la película de Lifetime, The Mentor. En 2017, Macallan obtuvo el papel recurrente en la serie de superhéroes de The CW, Legends of Tomorrow como Ava Sharpe, directora del Buró del Tiempo. En 2018, Macallan fue promovida al elenco principal para la cuarta temporada de Legends of Tomorrow.

## Filmografía
| Cine       | Cine                 | Cine                        | Cine                                                                           |
| Año        | Película             | Rol                         | Notas                                                                          |
| ---------- | -------------------- | --------------------------- | ------------------------------------------------------------------------------ |
| 2008       | Ocean's 7-11         | Dustee                      |                                                                                |
| 2008       | One, Two, Many       | Mujer en la cama            |                                                                                |
| 2008       | Identity Crisis      | Sandy                       |                                                                                |
| 2009       | Behaving Badly       | Camarera de cócteles        |                                                                                |
| 2009       | Hired Gun            | Presentadora de noticias #2 |                                                                                |
| 2011       | Being Bin Laden      | Ali                         |                                                                                |
| 2011       | The Football Fairy   | Kelsey                      | Cortometraje                                                                   |
| 2014       | Kiss me              | Erica                       |                                                                                |
| 2015       | Thirst               | Claire Taylor               |                                                                                |
| 2016       | Married by Christmas | Carrie                      |                                                                                |
| 2017       | An Uncommon Grace    | Grace Conner                |                                                                                |
| Televisión |                      |                             |                                                                                |
| Año        | Título               | Rol                         | Notas                                                                          |
| 2011       | Shameless            | Tammy                       | Episodio: "Casey Casden"                                                       |
| 2011       | Justified            | Cassie                      | Episodios: "The Life Inside" y "The I of the Storm"                            |
| 2011       | The Protector        | Rachel                      | Episodio: "Affairs"                                                            |
| 2012       | Grey's Anatomy       | Hillary                     | Episodio: "Hope for the Hopeless""                                             |
| 2012       | Crash & Burn         | Kelly Mitchell              | Película de televisión                                                         |
| 2012       | NCIS: Los Ángeles    | Megan Stevens               | Episodio: "Blye, K., Parte 2"                                                  |
| 2012       | Femme Fatales        | Susana                      | Episodio: "One Man's Death"                                                    |
| 2013-2016  | Mistresses           | Josslyn Carver              | Elenco principal, 52 episodios                                                 |
| 2014       | The Mentor           | Elizabeth                   | Película de televisión                                                         |
| 2014-2015  | Red Band Society     | Ashley Cole                 | Episodios: "Get Outta My Dreams, Get Into My Car" y "The Guilted Age"          |
| 2017-2022  | Legends of Tomorrow  | Ava Sharpe                  | Recurrente (Temporada 3; 13 episodios) Principal (Temporada 4–7; 57 episodios) |